# Proxy (climat)
Pour les articles homonymes, voir Proxy (homonymie).

Reconstructions de la température globale des 2000 dernières années, en utilisant un composite de différentes méthodes proxy

Dans l'étude des climats passés (« paléoclimatologie »), les proxys climatiques sont des caractéristiques physiques préservées du passé qui permettent de pallier l'absence de mesures météorologiques directes et permettent aux scientifiques de reconstituer les conditions climatiques sur une plus longue partie de l'histoire de la Terre. Des enregistrements fiables du climat n'ont commencé au niveau mondial que dans les années 1880 et les proxys constituent le principal moyen pour les scientifiques d'établir les modèles climatiques antérieurs à ces enregistrements.
Un grand nombre d'indicateurs climatiques ont été étudiés à partir d'une variété de contextes géologiques. Des exemples d'indicateurs incluent les mesures d'isotopes stables à partir de carottes de glace, les taux de croissance dans les cernes des arbres, la composition des espèces de pollen subfossile dans les sédiments lacustres ou les foraminifères dans les sédiments océaniques, les profils de température des forages et les isotopes stables et la minéralogie des coraux et des spéléothèmes carbonatés. Dans chaque cas, l'indicateur indirect a été influencé par un paramètre climatique saisonnier particulier (par exemple, la température estivale ou l'intensité de la mousson) au moment où ils ont été déposés ou ont poussé. L'interprétation des proxys climatiques nécessite une série d'études auxiliaires, y compris l'étalonnage de la sensibilité du proxy au climat et la vérification croisée entre les indicateurs proxy.
Les proxys peuvent être combinés pour produire des reconstructions de température plus longues que l'enregistrement instrumental de température et peuvent éclairer les discussions sur le réchauffement climatique et l'histoire du climat. La répartition géographique des enregistrements proxy, tout comme l'enregistrement instrumental, n'est pas du tout uniforme, avec plus d'enregistrements dans l'hémisphère nord.

## Types de proxy
En science, il est parfois nécessaire d'étudier une variable qui ne peut être mesurée directement. Cela peut être fait par des "méthodes par procuration", dans lesquelles une variable qui est en corrélation avec la variable d'intérêt est mesurée, puis utilisée pour déduire la valeur de la variable d'intérêt. Les méthodes indirectes sont particulièrement utiles dans l'étude du climat passé, au-delà des périodes où des mesures directes des températures sont disponibles.
La plupart des enregistrements par proxy doivent être calibrés par rapport à des mesures de température indépendantes, ou par rapport à un proxy plus directement calibré, pendant leur période de chevauchement pour estimer la relation entre la température et le proxy.

### Carottes de glace

#### Forage

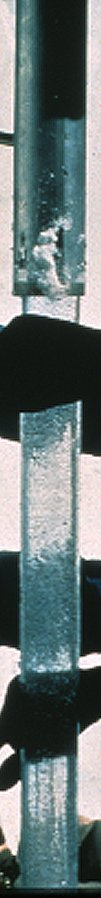
Échantillon de carotte de glace prélevé par forage. Photo de Lonnie Thompson, Byrd Polar Research Center.

Les carottes de glace sont des échantillons cylindriques provenant des calottes glaciaires des régions du Groenland, de l'Antarctique et de Amérique du Nord,. Les premières tentatives d'extraction ont eu lieu en 1956 dans le cadre de l'Année géophysique internationale. Comme moyen d'extraction primitif, le laboratoire de recherche et d'ingénierie des régions froides de l'armée américaine utilisait une longue perceuse électrique de 24 mètres de long en 1968 au Camp Century, au Groenland, et à la station Byrd, en Antarctique. Leurs machines pouvaient percer de 4 à 6 mètres de glace en 40 à 50 minutes. Autour de 900 mètres de profondeur, des carottes ont été extraites de 110mm de diamètre et 6 mètres de long. Chaque équipe de forage suivante améliora sa méthode d'extraction à chaque nouvel essai.

#### Proxy
Le rapport entre les isotopologues des molécules d'eau 16O et 18O dans une carotte de glace aide à déterminer les températures passées et les accumulations de neige. L'isotope le plus lourd (18O) se condense plus facilement lorsque les températures diminuent et tombe plus facilement sous forme de précipitations, tandis que l'isotope plus léger (16O) a besoin de conditions plus froides pour précipiter. Plus il faut aller au nord pour trouver des niveaux élevés de l'isotope 18O, plus la période est marquée par des températures de surface élevées.
Les bulles d'air dans la glace, qui contiennent des gaz à effet de serre piégés tels que le dioxyde de carbone et le méthane, sont également utiles pour déterminer les changements climatiques passés.
De 1989 à 1992, l'European Greenland Ice Core Drilling Project a foré dans le centre du Groenland aux coordonnées 72° 35' N, 37° 38' W. Les glaces de cette carotte avaient 3840 ans à une profondeur de 770 m, 40 000 ans à 2521 m et 200 000 ans ou plus à 3029 m de roche-mère. Les carottes de glace en Antarctique peuvent révéler les enregistrements climatiques des 650 000 dernières années.
Des cartes de localisation et une liste complète des sites de forage de carottes de glace aux États-Unis sont disponibles sur le site Web du National Ice Core Laboratory.

### Cernes des arbres

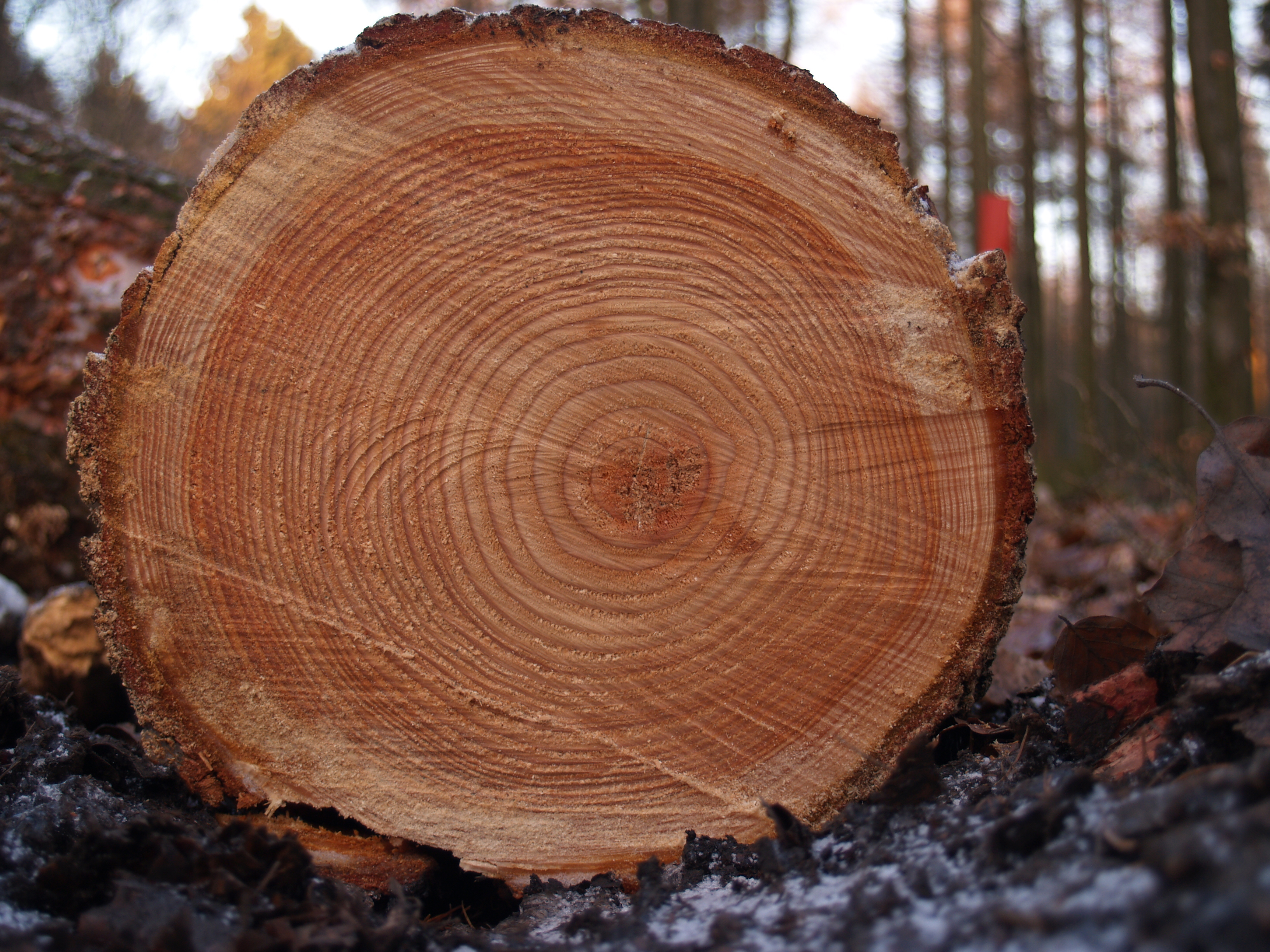
Anneaux d'arbre vus dans une coupe transversale d'un tronc d'arbre.

La dendroclimatologie est la science qui permet de déterminer les climats passés à partir des arbres, principalement à partir des propriétés des cernes annuels des arbres. Les cernes des arbres sont plus larges lorsque les conditions favorisent la croissance, plus étroits lorsque les temps sont difficiles. D'autres propriétés des cernes annuels, telles que la densité maximale du bois final se sont avérées être de meilleurs indicateurs que la simple largeur des cernes. En utilisant les cernes des arbres, les scientifiques ont estimé de nombreux climats locaux pour des centaines à des milliers d'années auparavant. En combinant plusieurs études des cernes (parfois avec d'autres enregistrements climatiques), les scientifiques ont estimé les climats régionaux et mondiaux passés (voir Enregistrement de la température des 1000 dernières années).

### Feuilles fossilisées
Les paléoclimatologues utilisent souvent les dents des feuilles pour reconstituer la température annuelle moyenne dans les climats passés, et ils utilisent la taille des feuilles comme approximation des précipitations annuelles moyennes. Dans le cas des reconstructions des précipitations annuelles moyennes, certains chercheurs pensent que les processus taphonomiques entraînent une surreprésentation des feuilles plus petites dans les archives fossiles, ce qui peut biaiser les reconstructions. Cependant, des recherches récentes suggèrent que les archives fossiles de feuilles peuvent ne pas être significativement biaisées en faveur des petites feuilles. De nouvelles approches récupèrent des données telles que le CO2 contenu des atmosphères passées à partir des stomates des feuilles fossiles et de la composition isotopique, mesurant les concentrations de CO2 cellulaire. Une étude de 2014 a pu utiliser les rapports isotopiques du carbone 13 pour estimer les quantités de CO2 des 400 derniers millions d'années, les résultats suggèrent une sensibilité climatique plus élevée aux concentrations de CO2.

### Forages
Les sondages géotechniques sont utilisées comme proxy de température. Étant donné que le transfert de chaleur à travers le sol est lent, les mesures de température à une série de profondeurs différentes dans le trou de forage, ajustées pour l'effet de la hausse de la chaleur de l'intérieur de la Terre, peuvent être « inversées » (une formule mathématique pour résoudre des équations matricielles) pour produire une série « non unique » de valeurs de température de surface. La solution est « non unique » car il existe plusieurs reconstructions de température de surface possibles qui peuvent produire le même profil de température de trou de forage. De plus, en raison de limitations physiques, les reconstructions sont inévitablement « tachées » et deviennent plus étalées plus loin dans le temps. Lors de la reconstruction des températures autour de 1500 apr. J.-C., les forages ont une résolution temporelle de quelques siècles. Au début du XXe siècle, leur résolution est de quelques décennies ; par conséquent, ils ne fournissent pas un contrôle utile sur l'enregistrement de la température instrumentale,. Cependant, ils sont globalement comparables. Ces confirmations ont donné aux paléoclimatologues l'assurance qu'ils peuvent mesurer la température d'il y a 500 ans. Ceci est possible à une profondeur d'environ 150 mètres pour mesurer les températures d'il y a 100 ans et 500 mètres pour mesurer les températures d'il y a 1000 ans.
Les forages ont un grand avantage par rapport à de nombreux autres proxys en ce qu'aucun étalonnage n'est requis : ce sont des températures réelles. Cependant, ils enregistrent la température de surface et non la température près de la surface (1,5 mètre) utilisée pour la plupart des observations météorologiques "de surface". Ceux-ci peuvent différer considérablement dans des conditions extrêmes ou lorsqu'il y a de la neige en surface. En pratique, on pense que l'effet sur la température du trou de forage est généralement faible. Une deuxième source d'erreur est que la contamination du puits par les eaux souterraines peut affecter les températures, car l'eau "porte" avec elle des températures plus modernes. On pense que cet effet est généralement faible et plus applicable aux sites très humides. Elle ne s'applique pas aux carottes de glace où le site reste gelé toute l'année.
Plus de 600 forages, sur tous les continents, ont été utilisés comme proxy pour reconstituer les températures de surface. La plus forte concentration de forages existe en Amérique du Nord et en Europe. Leurs profondeurs de forage vont généralement de 200 à plus de 1000 mètres dans la croûte terrestre ou la calotte glaciaire.
Un petit nombre de forages ont été forés dans les calottes glaciaires ; la pureté de la glace y permet des reconstitutions plus longues. Les températures du forage central du Groenland montrent « un réchauffement au cours des 150 dernières années d'environ 1 °C ± 0,2 °C précédé de quelques siècles de conditions fraîches. Avant cela, il y avait une période chaude centrée autour de l'an 1000, qui était plus chaude que la fin du 20e siècle d'environ 1°C. Un forage dans la calotte glaciaire de l'Antarctique montre que "la température en l'an 1 y était environ 1°C plus élevée que celle de la fin du 20e siècle".

### Coraux

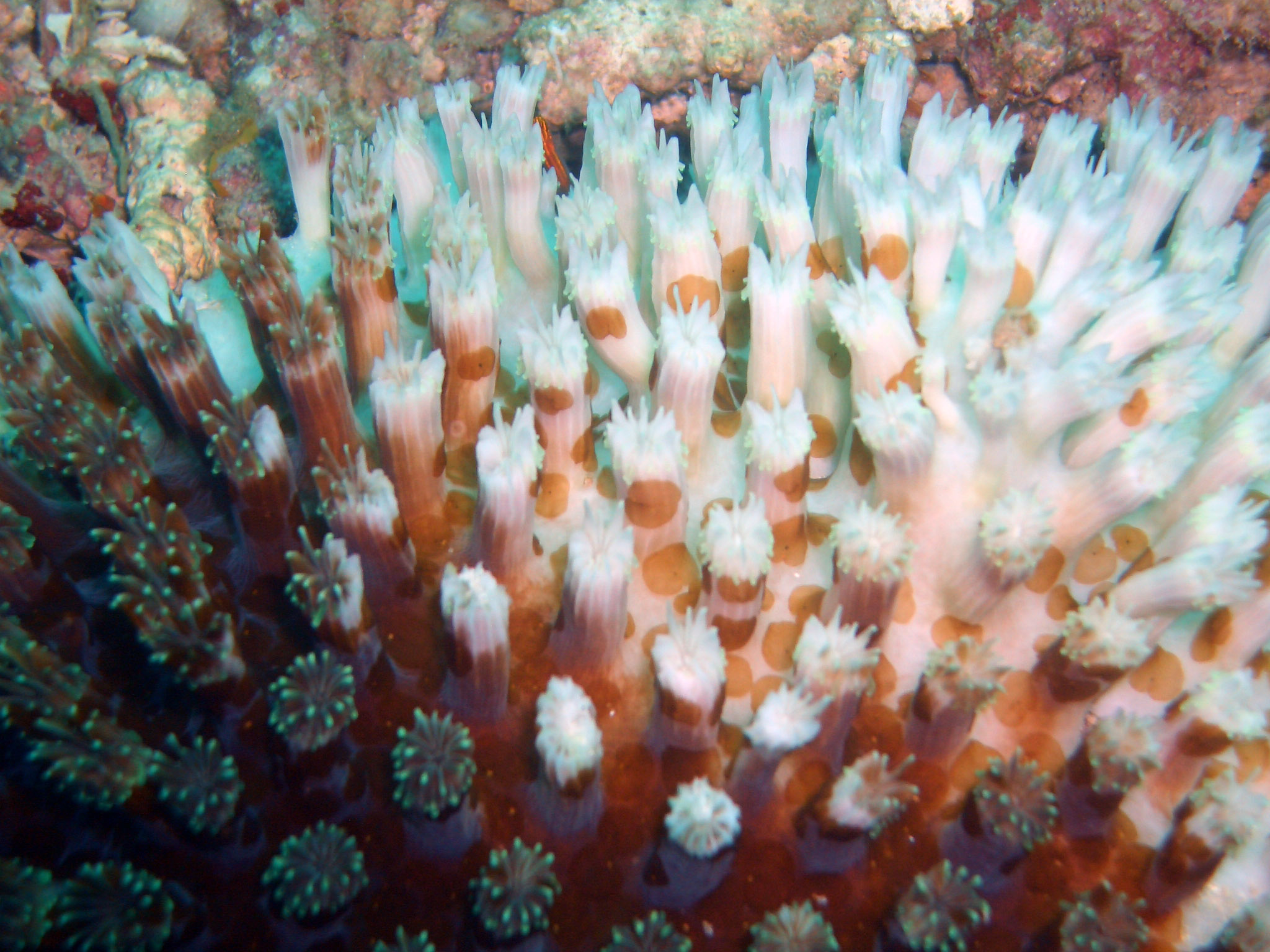
Corail blanchi en raison de changements dans les propriétés de l'eau de mer

Les anneaux ou bandes squelettiques des coraux océaniques partagent également des informations paléoclimatologiques, de la même manière que les anneaux des arbres. En 2002, un rapport a été publié sur les conclusions des Drs. Lisa Greer et Peter Swart, associés de l'université de Miami à l'époque, en ce qui concerne les isotopes stables de l'oxygène dans le carbonate de calcium du corail. Des températures plus froides ont tendance à amener le corail à utiliser des isotopes plus lourds dans sa structure, tandis que des températures plus chaudes entraînent l'intégration d'isotopes d'oxygène plus normaux dans la structure du corail. La salinité de l'eau plus dense a également tendance à contenir l'isotope le plus lourd. L'échantillon de corail de Greer de l'océan Atlantique a été prélevé en 1994 et datait de 1935. Greer rappelle ses conclusions : « Quand nous examinons les données annuelles moyennes de 1935 à environ 1994, nous voyons qu'elles ont la forme d'une onde sinusoïdale. Il est périodique et a un schéma significatif de composition isotopique de l'oxygène qui a un pic tous les douze à quinze ans ». Les températures de l'eau de surface ont coïncidé en culminant également tous les douze ans et demi. Cependant, comme l'enregistrement de cette température n'est pratiqué que depuis cinquante ans, la corrélation entre la température de l'eau enregistrée et la structure du corail ne peut être établie que jusqu'à cette date.

### Grains de pollen
Le pollen peut être trouvé dans les sédiments. Les plantes produisent du pollen en grande quantité et il est extrêmement résistant à la pourriture. Il est possible d'identifier une espèce végétale à partir de son grain de pollen. La communauté végétale identifiée de la zone au moment relatif de cette couche de sédiments fournira des informations sur les conditions climatiques. L'abondance du pollen d'une période de végétation ou d'une année donnée dépend en partie des conditions météorologiques des mois précédents, c'est pourquoi la densité du pollen fournit des informations sur les conditions climatiques à court terme. L'étude du pollen préhistorique est la palynologie.

### Kystes de dinoflagellés

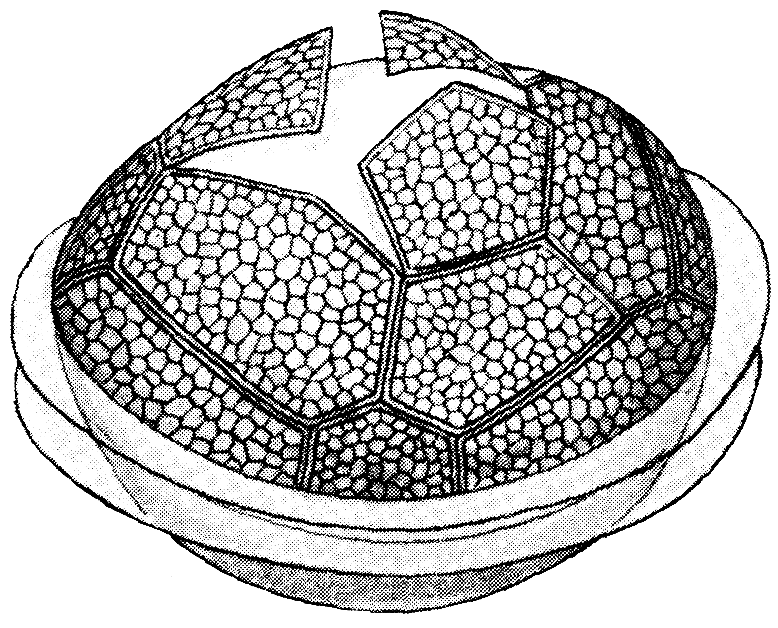
Kyste d'un dinoflagellé Peridinium ovatum

Les dinoflagellés sont présents dans la plupart des environnements aquatiques et au cours de leur cycle de vie, certaines espèces produisent des kystes à parois organiques très résistants pendant une période de dormance lorsque les conditions environnementales ne sont pas propices à la croissance. La profondeur à laquelle ils vivent est relativement faible (dépendant de la pénétration de la lumière) et étroitement liée aux diatomées dont ils se nourrissent. Leurs modèles de distribution dans les eaux de surface sont étroitement liés aux caractéristiques physiques des plans d'eau, et les assemblages côtiers peuvent également être distingués des assemblages océaniques. La distribution des dinocystes dans les sédiments a été relativement bien documentée et a contribué à comprendre les conditions moyennes de la surface de la mer qui déterminent le modèle de distribution et l'abondance des taxons. Plusieurs études, ont permis de compiler des carottes en caisson et gravimétriques dans le Pacifique Nord en les analysant pour leur contenu palynologique, afin de déterminer la distribution des dinocystes et leurs relations avec la température de surface de la mer, la salinité, la productivité et l'upwelling. De même, une étude, utilisait une carotte à 576,5 m de profondeur à partir de 1992 dans le bassin central de Santa Barbara pour déterminer les changements océanographiques et climatiques au cours des 40 derniers milliers d'années dans la région.

### Sédiments lacustres et océaniques
À l'instar de leur étude sur d'autres indicateurs, les paléoclimatologues examinent les isotopes de l'oxygène dans le contenu des sédiments océaniques. De même, ils mesurent les couches de varve (limons ou argiles fines et grossières déposées) stratifiant les sédiments lacustres. Les varves lacustres sont principalement influencées par :
- La température estivale, qui montre l'énergie disponible pour faire fondre la neige et la glace saisonnières
- Les chutes de neige en hiver, qui déterminent le niveau de perturbation des sédiments lors de la fonte
- Les précipitations

Les diatomées, les foraminifères, les radiolaires, les ostracodes et les coccolithophores sont des exemples d'indicateurs biotiques des conditions lacustres et océaniques qui sont couramment utilisés pour reconstituer les climats passés. La distribution des espèces de ces créatures aquatiques et d'autres conservées dans les sédiments sont des indicateurs utiles. Les conditions optimales pour les espèces préservées dans les sédiments servent d'indices. Les chercheurs utilisent ces indices pour révéler à quoi ressemblaient le climat et l'environnement lorsque les créatures sont mortes. Les rapports isotopiques de l'oxygène dans leurs coquilles peuvent également être utilisés comme indicateurs de la température.

### Isotopes de l'eau et reconstruction de la température

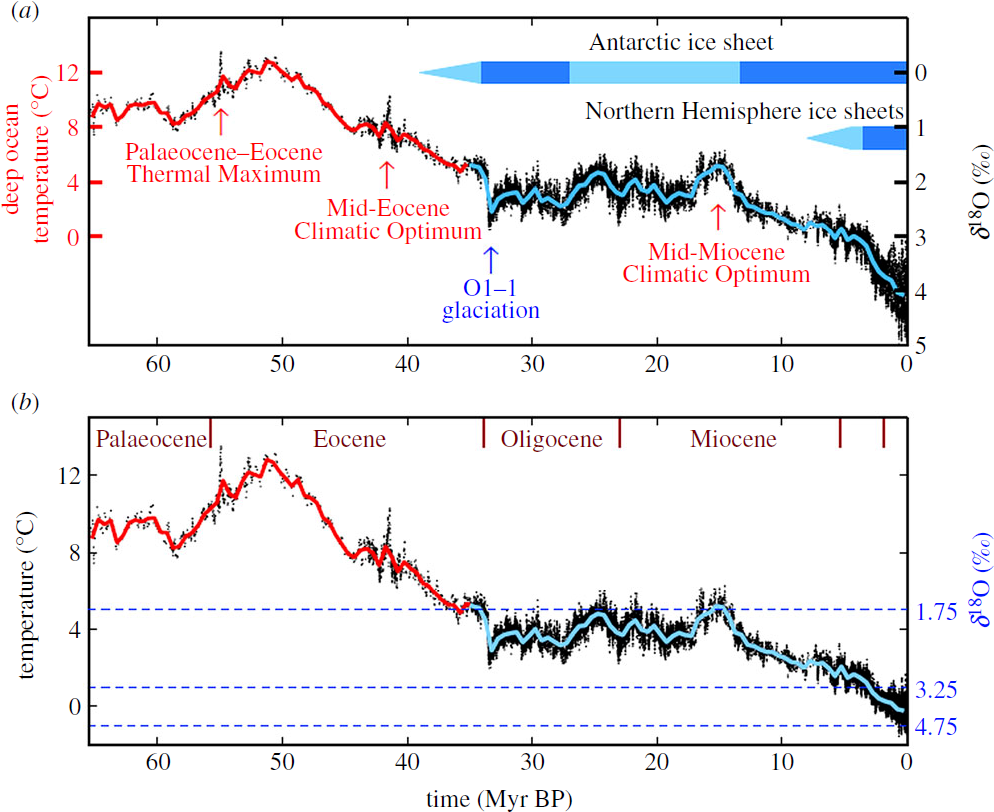

L'eau de mer est principalement constituée de H216O, avec de petites quantités de HD16O et de H218O, où D désigne le deutérium, c'est-à-dire l'hydrogène avec un neutron supplémentaire. Dans l'eau océanique moyenne normalisée de Vienne (VSMOW), le rapport de D à H est de 155,76x10-6 et 18O à 16O est de 2005,2x10-6. Le fractionnement isotopique se produit lors des changements entre les phases condensée et vapeur : la pression de vapeur des isotopes plus lourds est plus faible, donc la vapeur contient relativement plus d'isotopes plus légers et lorsque la vapeur se condense, la précipitation contient préférentiellement des isotopes plus lourds. La différence par rapport à VSMOW est exprimée par δ 18O = 1000‰{\textstyle \times \left({\frac {([{}^{18}O]/[{}^{16}O])}{([{}^{18}O]/[{}^{16}O])_{\mathrm {VSMOW} }}}-1\right)} ; et une formule similaire pour δD. Les valeurs de δ pour les précipitations sont toujours négatives. L'influence majeure sur δ est la différence entre les températures océaniques où l'humidité s'est évaporée et l'endroit où les précipitations finales se sont produites ; étant donné que les températures océaniques sont relativement stables, la valeur reflète principalement la température à laquelle les précipitations se produisent. Compte tenu du fait que les précipitations se forment au-dessus de la couche d'inversion, nous nous retrouvons avec une relation linéaire :
δ 18O = aT + b
Ceci est empiriquement calibré à partir des mesures de température et δ égal a=0,67‰ /°C pour le Groenland et 0,76‰/°C pour l'Est de l'Antarctique. L'étalonnage a été initialement effectué sur la base de variations spatiales de température et il a été supposé que cela correspondait à des variations temporelles. Plus récemment, la thermométrie de forage a montré que pour les variations glaciaires-interglaciaires, a = 0,33 ‰/°C, impliquant que les changements de température glaciaires-interglaciaires étaient deux fois plus importants qu'on ne le croyait auparavant.
Une étude publiée en 2017 a remis en question la méthodologie précédente pour reconstruire les températures paléo océaniques il y a 100 millions d'années, suggérant qu'elle a été relativement stable pendant cette période, beaucoup plus froide.

### Lipides membranaires
Un nouvel indicateur climatique obtenu à partir de la tourbe (lignites, tourbe ancienne) et des sols, les lipides membranaires connus sous le nom de glycérol dialkylglycérol tétraéther (GDGT), aident à étudier les facteurs environnementaux paléotonlogiques, qui contrôlent la distribution relative des isomères GDGT différemment ramifiés. Les auteurs de l'étude notent : « Ces lipides membranaires ramifiés sont produits par un groupe encore inconnu de bactéries anaérobies du sol ». Depuis 2018, il y a une décennie de recherches démontrant que dans les sols minéraux le degré de méthylation des bactéries (brGDGTs), aide à calculer les températures annuelles moyennes de l'air. Cette méthode indirecte a été utilisée pour étudier le climat du Paléogène inférieur, à la limite Crétacé-Paléogène, et les chercheurs ont découvert que les températures annuelles de l'air, au-dessus des terres et aux latitudes moyennes, étaient en moyenne d'environ 23-29 °C (± 4,7 °C), ce qui est supérieur de 5 à 10 °C à la plupart des résultats précédents,.

### Pseudo-proxy
L'habileté des algorithmes utilisés pour combiner les enregistrements proxy dans une reconstruction globale de la température hémisphérique peut être testée en utilisant une technique connue sous le nom de « pseudoproxys ». Dans cette méthode, la sortie d'un modèle climatique est échantillonnée à des emplacements correspondant au réseau proxy connu, et l'enregistrement de température produit est comparé à la température globale (connue) du modèle.